# Onychocola
Onychocola är ett släkte av svampar. Onychocola ingår i familjen Arachnomycetaceae, ordningen Arachnomycetales, klassen Eurotiomycetes, divisionen sporsäcksvampar och riket svampar.
|            | Arachnomyces                            |
|            |                                         |
| Onychocola | \| \| Onychocola canadensis \| \| \| \| |
|            | \| \| Onychocola canadensis \| \| \| \| |
|            | Onychocola canadensis                   |
|            |                                         |

|  | Onychocola canadensis |
|  |                       |